# Преображенка (Исаклинский район)
Преображенка — опустевшее село в Исаклинском районе Самарской области в составе сельского поселения Новое Якушкино.

## География
Находится на расстоянии примерно 14 километров по прямой на юго-запад от районного центра села Исаклы.

## Население
Постоянное население составляло 1 человек (чуваши 100%) в 2002 году, 1 в 2010 году. По состоянию на 2020 год село опустело.